# Дети века (фильм, 1999)
«Дети века» (фр. Les Enfants du siècle) — фильм режиссёра Дианы Кюрис (Франция) 1999 года.

## Сюжет
Фильм основан на истории страстной любви двух ведущих французских литераторов эпохи романтизма — Жорж Санд и Альфреда де Мюссе. Картина знакомит зрителя с развитием отношений героев на протяжении более чем двадцати лет: со дня их первого знакомства в 1833 году до смерти де Мюссе. Их отношения носили экстравагантный и метафизический характер, нашедший свой отклик в творчестве обоих писателей. Один из романов Мюссе «Исповедь сына века» (1836), где также нашли отражение отголоски их романтической связи, дал название ленте.
Обращает на себя внимание блестящая игра исполнителей главных ролей (Бинош и Мажимель), сделавших свои образы убедительными и объёмными; мастерская операторская работа и костюмы Кристиана Лакруа, нечасто сотрудничающего с кинематографом.

## В ролях
- Жюльетт Бинош — Жорж Санд
- Бенуа Мажимель — Альфред де Мюссе
- Стефано Дионизи — Пьетро Паджелло
- Робен Ренуччи — Франсуа Булоз
- Людивин Санье — Эрмина де Мюссе
- Изабель Карре — Эйми Д’Альтон
- Матиас Мегар — Делакруа
- Карин Виар — Мари Дорваль

## Дополнительная информация
- Французская певица Alizée выпустила в 2010 году альбом «Дитя Века» (Une enfant du siècle)